# 귀뚜라미환경테크
귀뚜라미환경테크는 귀뚜라미그룹의 계열사로 2014년 설립된 음식물쓰레기 자동이송 시스템 전문 기업이다. 

음식물쓰레기 자동이송 시스템 업계에서 시장점유율 90%이상을 차지하고 있다. (RFID방식 도입 이후 세대내 투입구)

## 주요 제품
쓰레기 자동이송 시스템이란 전용 투입구로 일반·음식물 쓰레기를 배출하면 전용 배관을 통해 지하의 기계실로 모이게 되고 전용 차량을 통해 건물 밖으로 배출하는 시스템

음식물쓰레기 자동이송 시스템 계통도

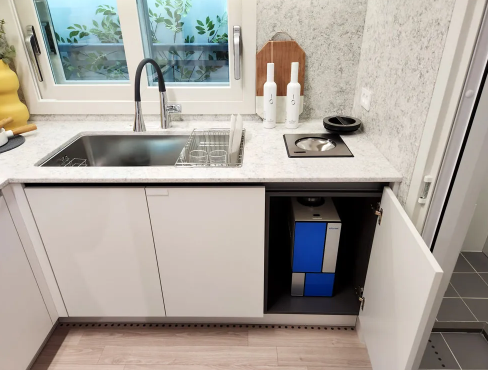
귀뚜라미환경테크 에코홈

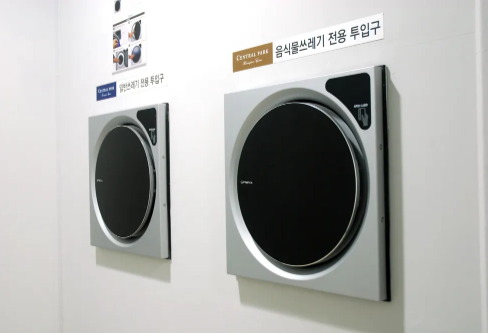
귀뚜라미 에코플로어

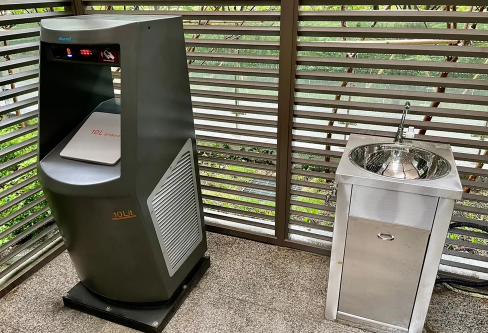
귀뚜라미에코파크

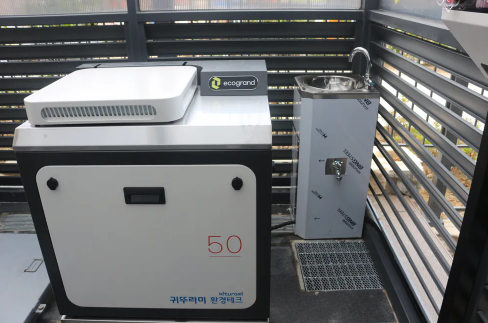
귀뚜라미 에코그랜드

- 에코홈 (세대 내 투입방식) 자세히보기

세대 내에 전용 투입구를 설치하여 음식물쓰레기를 집 밖으로 배출하는 방식
- 에코플로어 (각층 투입방식) 자세히보기

각 층 계단실등에 공용 투입구를 설치하여 일반쓰레기나 음식물쓰레기를 배출하는 방식
- 에코파크 (옥외 투입방식) 자세히보기

건물밖 공용 공간에 투입구를 설치하여 일반쓰레기나 음식물쓰레기를 배출하는 방식
- 에코그랜드 (대용 투입방식) 자세히보기

상가나 대량조리 시설 등 대량의 음식물쓰레기가 발생하는 시설에 설치하여 대용량의 음식물 쓰레기를 배출하는 방식

## 실적
| 단지명                                   | 위치 | 시공사                | 세대수    | 계약        |
| ---------------------------------------- | ---- | --------------------- | --------- | ----------- |
| 반포 아크로리버파크                      | 서울 | DL이앤씨              | 1,612세대 | 2015년 01월 |
| 꿈의숲 해링턴 플레이스                   | 서울 | 효성중공업,진흥기업   | 1,028세대 | 2015년 10월 |
| 힐스테이트푸르지오수원                   | 수원 | 현대건설,대우건설     | 2,586세대 | 2016년 04월 |
| 힐스테이트 인천시청역                    | 인천 | 현대건설              | 746세대   | 2016년 09월 |
| 래미안 원베일리                          | 서울 | 삼성물산              | 2,990세대 | 2017년 07월 |
| 과천 센트레빌 아스테리움                 | 과천 | 동부건설              | 100세대   | 2017년 10월 |
| 서초 래미안 리더스원                     | 서울 | 삼성물산              | 1,317세대 | 2018년 02월 |
| 디에이치 포레센트                        | 서울 | 현대건설              | 184세대   | 2018년 02월 |
| 디에이치 아너힐즈                        | 서울 | 현대건설              | 1,320세대 | 2018년 02월 |
| 용산 센트럴파크                          | 서울 | 효성중공업            | 1,140세대 | 2018년 11월 |
| 과천 푸르지오 써밋                       | 과천 | 대우건설              | 1,140세대 | 2018년 11월 |
| 디에이치 라클라스                        | 서울 | 현대건설              | 848세대   | 2019년 09월 |
| 브라이튼 N40                             | 서울 | 포스코건설            | 148세대   | 2020년 06월 |
| 장충동 그랜드 엠버서더 호텔 리모델링     | 서울 | 쌍용건설              | 49세대    | 2021년 03월 |
| 부평 캐슬&더샵 퍼스트                    | 인천 | 롯데건설,포스코건설   | 1,623세대 | 2021년 05월 |
| 명일동 복합시설 건립공사(주양쇼핑재건축) | 서울 | 포스코건설            | 546세대   | 2021년 05월 |
| 힐스테이트 레이크 송도 3차               | 서울 | 현대건설              | 1,100세대 | 2021년 07월 |
| 더샵 아르테                              | 인천 | 포스코건설            | 1,146세대 | 2022년 03월 |
| 벨라멘션 재건축정비사업                  | 구미 | 중흥건설              | 249세대   | 2022년 06월 |
| 평촌 엘프라우드                          | 안양 | 대우건설              | 2,739세대 | 2022년 07월 |
| 성수1구역 주택재건축                     | 서울 | 롯데건설              | 282세대   | 2022년 07월 |
| 창원 푸르지오 파크베뉴                   | 창원 | 대우건설              | 570세대   | 2023년 01월 |
| 힐스테이트 황금역 리저브                 | 대구 | 현대건설              | 411세대   | 2023년 02월 |
| 창원 자이시그니처                        | 창원 | GS건설                | 780세대   | 2023년 02월 |
| 청담 르엘                                | 서울 | 롯데건설              | 1,261세대 | 2023년 07월 |
| 메이플자이                               | 서울 | GS건설                | 3,307세대 | 2023년 08월 |
| 인천시청역 한신더휴                      | 인천 | 한신공영              | 469세대   | 2023년 11월 |
| 신반포21차 주택재건축                    | 서울 | 포스코이앤씨          | 251세대   | 2023년 11월 |
| 사당5구역 주택재건축                     | 서울 | -                     | 510세대   | 2024년 1월  |
| 잠실 르엘                                | 서울 | 롯데건설              | 1,865세대 | 2024년 01월 |
| 대구 MBC부지 주상복합 개발               | 대구 | 포스코이앤씨          | 752세대   | 2024년 02월 |
| 대연 디아이엘                            | 부산 | 롯데건설,현대산업개발 | 4,488세대 | 2024년 05월 |
| 래미안 트리니원                          | 서울 | 삼성물산              | 2,091세대 | 2024년 06월 |
| 관악퍼스트자이                           | 서울 | GS건설                | 855세대   | 2024년 06월 |
| 디에이치 방배                            | 서울 | 현대건설              | 3,064세대 | 2024년 09월 |
| 신반포22차아파트 주택재건축              | 서울 | 현대엔지니어링        | 160세대   | 2024년 10월 |
| 더샵하이스트                             | 경기 | 포스코이앤씨          | 1,149세대 | 2024년 12월 |
| 가야역 하이온드                          | 부산 | -                     | 360세대   | 2025년 1월  |
| 디에이치 르블리스                        | 경기 | 현대건설              | 2,829세대 | 2025년 1월  |
| 센트럴포레문현                           | 부산 | 포스코이앤씨          | 804세대   | 2025년 2월  |
| 마포자이힐스테이트라첼스                 | 서울 | GS건설,현대건설       | 804세대   | 2025년 3월  |
| 창원 센트럴 아이파크                     | 창원 | 현대산업개발          | 804세대   | 2025년 3월  |
| 이촌 르엘                                | 서울 | 롯데건설              | 750세대   | 2025년 3월  |
| 해링턴마레                               | 부산 | 효성중공업,진흥기업   | 750세대   | 2025년 3월  |
| 디에이치 대치 에델루이                   | 서울 | 현대건설              | 282세대   | 2025년 4월  |
| 동래 롯데캐슬 시그니처                   | 부산 | 롯데건설              | 750세대   | 2025년 5월  |
| 라엘에스                                 | 울산 | 롯데건설,SK에코플랜트 | 750세대   | 2025년 5월  |

## 특허
- 2009년 고층 건축물의 쓰레기 회수 설비의 쓰레기 수집기 특허 등록
- 2009년 쓰레기 저류장치 특허 등록
- 2009년 건축물용 쓰레기 흡인 이송 시스템의 선회류 발생장치 특허 등록
- 2018년 중량 계측이 가능한 음식물 쓰레기 처리장치 특허 등록
- 2019년 일반폐기물 대용량 저류조 특허 등록
- 2019년 음식물 쓰레기 처리용 진공펌프 방진장치 특허 등록
- 2020년 음식물쓰레기 처리장치 특허 2건 등록
- 2022년 음식물쓰레기 처리시스템의 세대 내 투입구 개폐장치 특허 등록
- 2022년 음식물쓰레기 처리시스템의 세대 내 투입구 특허 등록
- 2022년 음식물쓰레기 처리시스템의 중간저장도 특허 등록
- 2024년 음식물 쓰레기 분리배출장치 특허 2건 등록

## 수상
- 2019년 경기도 유망중소기업 선정
- 2020년 환경부장관 표창 수상(환경일자리 창출 으뜸기업)
- 2020년 중소벤처기업부장관 표창 수상(올해의 벤처상)
- 2022년 경기도지사 표창 수상(우수벤처기업)
- 2023년 안양시 우수기업 선정